# 177 Irma

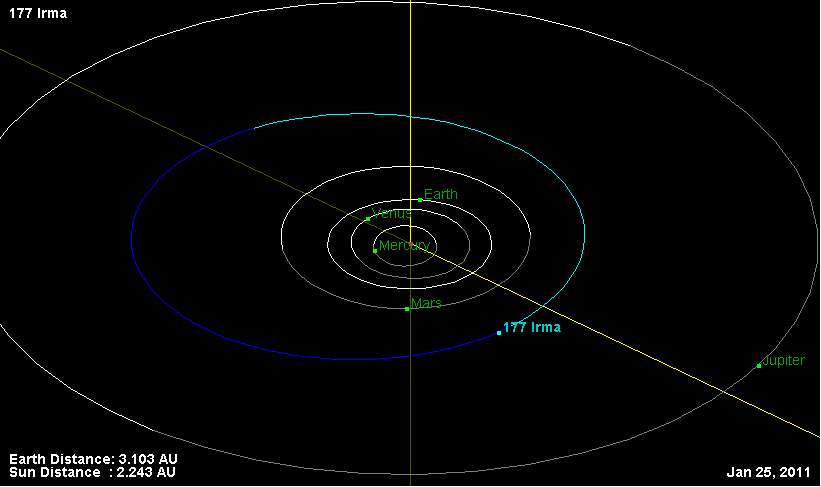
Órbita de 177 Irma.

Irma (asteroide 177) é um asteroide da cintura principal com um diâmetro de 73,22 quilómetros, a 2,11193962 UA. Possui uma excentricidade de 0,23724991 e um período orbital de 1 682,83 dias (4,61 anos).
Irma tem uma velocidade orbital média de 17,89959196 km/s e uma inclinação de 1,39197257º.
Este asteroide foi descoberto em 5 de Novembro de 1877 por Paul Henry.